# Liste der Nummer-eins-Hits in Australien (1951)
Diese Liste enthält alle Nummer-eins-Hits in Australien im Jahr 1951. Es gab in diesem Jahr 17 Nummer-eins-Singles.
| Singles |
| --- |
| - Gordon Jenkins & The Weavers – Goodnight Irene - 6 Wochen (16. Dezember 1950 – 26. Januar 1951) - Gordon Jenkins; Doris Day – Bewitched - 5 Wochen (27. Januar – 2. März) - Phil Harris; Les Welch – The Thing - 3 Wochen (3. März – 23. März) - Art Mooney – Silver Dollar - 2 Wochen (24. März – 6. April) - Bing Crosby; Patti Page – All My Love - 1 Woche (7. April – 13. April) - Paul Weston & the Norman Luboff Choir – Nevertheless (I'm in Love with You) - 3 Wochen (14. April – 4. Mai) - Pee Wee King; Gene Krupa – Bonaparte's Retreat - 2 Wochen (5. Mai – 18. Mai) - Pee Wee King; Patti Page – Tennessee Waltz - 3 Wochen (19. Mai – 8. Juni) - Danny Kaye & Patty Andrews; Nat King Cole – Orange Coloured Sky - 1 Woche (9. Juni – 15. Juni) - Debbie Reynolds & Carleton Carpenter – Aba Daba Honeymoon - 4 Wochen (16. Juni – 13. Juli) - Perry Como; Jo Stafford – If (They Made Me a King) - 3 Wochen (14. Juli – 3. August) - Guy Mitchell – My Heart Cries for You - 4 Wochen (4. August – 31. August) - Donald Peers & Jim Gussey – Mockin' Bird Hill - 1 Woche (1. September – 7. September) - Nat King Cole; Toni Arden – Too Young - 9 Wochen (8. September – 9. November) - Mario Lanza; Ann Blyth – The Loveliest Night of the Year - 2 Wochen (10. November – 23. November) - Guy Mitchell; Donald Pears – My Truly, Truly Fair - 4 Wochen (24. November – 21. Dezember) - Dinah Shore; Jane Turzy – Sweet Violets - 4 Wochen (22. Dezember 1951 – 18. Januar 1952) |

Siehe auch: Nummer-eins-Hits 1951 in den Vereinigten Staaten.